# Dhiggaru (Meemu-atol)
Dhiggaru is een van de bewoonde eilanden van het Meemu-atol behorende tot de Maldiven.

## Demografie
Dhiggaru telt (stand maart 2007) 621 vrouwen en 584 mannen.